# Mansilla (Burgos)
Mansilla es una localidad situada en la provincia de Burgos, comunidad autónoma de Castilla y León (España), comarca de Alfoz de Burgos, ayuntamiento de Valle de Santibáñez.

## Datos generales
En 2006, contaba con 39 habitantes.  Situado en el valle del río Úrbel, al sur de la capital del municipio, Santibáñez-Zarzaguda, en la carretera BU-622, que atravesando Quintanadueñas conduce a la N-627 a la altura de Montorio.  Junto a la ermita de Nuestra Señora de la Cuadra y las localidades de la Nuez de Abajo, Miñón, Las Rebolledas, Marmellar de Arriba y Lodoso.

## Situación administrativa
Entidad Local Menor cuyo alcalde pedáneo es Benjamín García Río de Tierra Comunera.

## Historia
Cabecera del medieval Alfoz de Mansilla.
Lugar que formaba parte, en su categoría de pueblos solos, del Partido de Castrojeriz , uno de los catorce que formaban la Intendencia de Burgos, durante el periodo comprendido entre 1785 y 1833, en el Censo de Floridablanca de 1787 , jurisdicción de realengo con alcalde pedáneo.
Antiguo municipio de Castilla la Vieja en el partido de Castrojeriz código INE-09203 
En el censo de la matrícula catastral contaba con 43 hogares y 127 vecinos.
Entre el censo de 1981 y el anterior, este municipio desapareció porque se agrupó en el municipio 09902 Valle de Santibáñez, contaba entonces con 23 hogares y 57 vecinos.

## Demografía
| Gráfica de evolución demográfica de Mansilla de Burgos entre 1842 y 1970 |
| |
| Población de derecho según los censos de población del INE. Población de hecho según los censos de población del INE.Entre el censo de 1981 y el anterior, este municipio desaparece porque se agrupa en el municipio Valle de Santibañez. |

## Parroquia

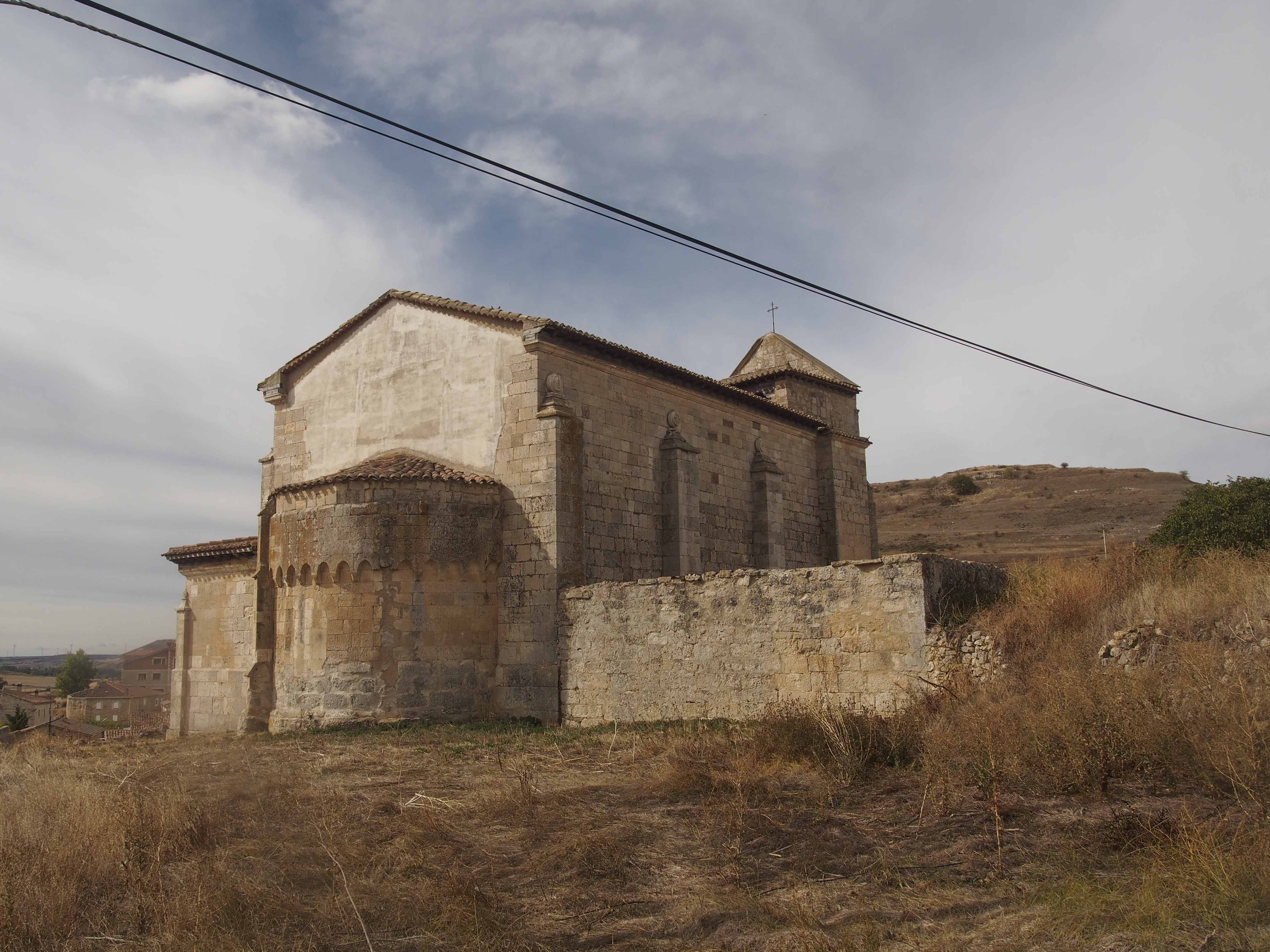
Ábside románico de la iglesia

Conserva el ábside de su iglesia románica.